# 中川真
中川 真（なかがわ しん、1951年 - ）は、日本の音楽学者、作曲家、大阪市立大学 都市研究プラザ 特任教授。
奈良県生まれ。京都大学文学部哲学科美学美術史学専攻卒業、大阪大学大学院文学研究科芸術学専攻修士課程修了。大阪大学文学部助手、京都市立芸術大学音楽学部講師、助教授、大阪市立大学文学研究科教授、国際センター元所長。2001年「音と環境の芸術学」で大阪芸術大学博士（芸術文化学）。
サウンドアート、サウンドスケープ、東南アジアの民族音楽を研究する。1992年『平安京 音の宇宙』でサントリー学芸賞、京都音楽賞受賞。小泉文夫音楽賞、インドネシア政府文化表彰など。ガムラン合奏団を主宰し活発な公演活動を行う一方、船場アートカフェにてアート・プロジェクトを企画する。2012年から開催されている釜ヶ崎芸術大学で講師を務める。

## 著書
- 『平安京音の宇宙 サウンドスケープへの旅』平凡社 1992 のちライブラリー
- 『音は風にのって』平凡社 1997
- 『サワサワ』高橋ヨーコ写真 求龍堂 2003
- 『サウンドアートのトポス アートマネジメントの記録から』昭和堂 2007
- 『アートの力』和泉書院 2013

### 編
- 『小さな音風景へ サウンドスケープ7つの旅』（編）時事通信社 1997
- 『これからのアートマネジメント ソーシャル・シェアへの道』（編）フィルムアート社 2011